# 久保田茂
久保田 茂（くぼた つとむ、1959年11月23日 - ）は、NHKの元アナウンサー。

## 人物
岩手県立宮古高等学校、札幌大学外国語学部英語学科卒業後、1982年入局。2006年札幌局異動後は北海道内の勤務が続き釧路局から2018年札幌局へ異動、2019年アナウンサーを退きNHKサービスセンター（現：NHK財団）札幌支局視聴者センター担当部長。
北海道での勤務は2019年までで通算23年になる。

## 挿話
大相撲のほか、冬季のスポーツ中継も担当していた。1998年の冬季オリンピック長野大会でBSアナログハイビジョン実用化試験放送向けにスキージャンプの実況も担当し、「大ジャンプだ!」という印象的な言葉を残している。2度目の室蘭局勤務後は胆振・日高地方限定ではあるが、毎年1回行われる「NHK杯中学・高校アイスホッケー大会」で実況を務めている。スポーツの現場を離れた後は主に地域情報番組の担当が中心となっている。

## 現在の担当番組
- 北海道のニュース

## 過去の担当番組
室蘭局時代（1度目）
- ニュースネットほっかいどう（初期）
- FMリクエストアワー

釧路局時代（1度目）
- きょうの北海道くしろ キャスター
- 北海道中ひざくりげ  釧路根室エリア旅人

東京アナウンス室時代
- 大相撲中継他スポーツ中継
- NHKニュースおはよう日本（スポーツコーナー）

仙台局時代
- てれまさむね（月～金　午後5時台キャスター）

札幌局時代
- NHKニュースおはよう北海道（キャスター、土曜日、 - 2007年3月）
- NHKニュースおはよう北海道（キャスター、月～金隔週、2008年4月 - 2009年3月）
- NHK杯争奪全十勝アイスホッケー大会（実況、札幌一期目時代・帯広局ローカル）
- 北海道中ひざくりげ - 毎月1回、北海道ローカルで放送。2009年度は胆振日高エリア旅人。2010年度は室蘭局のほか札幌局管轄のエリアも担当。2011年度以降は北海道内すべてのエリアを担当。
- つながる@きたカフェ（マスター、2012年4月 - 2014年6月）
- 久保田茂の酒国漫遊記（2012年度、不定期放送）

室蘭局時代（2度目）
- いぶりDAYひだか
- 東日本大震災関連報道（支援要員として盛岡局へ派遣2回）
- この他、厳密には番組ではないもののコールサインアナウンスを担当（総合・ラジオ第1・FM、室蘭2期目時代）
- アナウンス統括

釧路局時代（2度目）
- 北海道まるごとラジオ
- ほっとニュース北海道（気象情報）
- アナウンス統括